# Diocesi di Bamaccora
La diocesi di Bamaccora (in latino Dioecesis Bamaccorensis) è una sede soppressa e sede titolare della Chiesa cattolica.

## Storia
Bamaccora, nell'odierna Algeria, è un'antica sede episcopale della provincia romana di Numidia.
Quattro sono i vescovi conosciuti di questa sede. Il primo è Felice, che fu presente al concilio di Cartagine convocato il 1º settembre 256 da san Cipriano per discutere della questione relativa alla validità del battesimo amministrato dagli eretici, e che figura al 33º posto nelle Sententiae episcoporum. Alla conferenza di Cartagine del 411, che vide discutere fra loro i vescovi cattolici e quelli donatisti, troviamo per la parte cattolica Cassiano e per quella donatista Donato. Cassiano era un ex prete donatista passato al cattolicesimo; per questo motivo fu denigrato dal suo rivale Donato, ma allo stesso tempo difeso dal vescovo Aurelio di Macomades. Quarto vescovo noto di questa diocesi è Dumvirialis, il cui nome appare al 14º posto nella lista dei vescovi della Numidia convocati a Cartagine dal re vandalo Unerico nel 484; Dumvirialis era già deceduto in occasione della redazione di questa lista.
Dal 1933 Bamaccora è annoverata tra le sedi vescovili titolari della Chiesa cattolica; dal 23 febbraio 1996 il vescovo titolare è José Ángel Divassón Cilveti, S.D.B., già vicario apostolico di Puerto Ayacucho.

## Cronotassi

### Vescovi residenti
- Felice † (menzionato nel 255)
- Cassiano † (prima del 411)
  - Donato † (menzionato nel 411) (vescovo donatista)
- Dumvirialis † (prima del 484)

### Vescovi titolari
- Louis Chiron † (15 gennaio 1964 - 10 settembre 1964 deceduto)
- Alfred Couderc † (14 dicembre 1965 - 25 febbraio 1968 deceduto)
- Mariano Gutiérrez Salazar, O.F.M.Cap. † (11 marzo 1968 - 23 ottobre 1995 deceduto)
- José Ángel Divassón Cilveti, S.D.B., dal 23 febbraio 1996